# 南福克 (密蘇里州)
南福克（英語：South Fork）是位於美國密蘇里州豪厄爾縣的普查規定居民點。

## 歷史
南福克的郵局於1860年設立，其後於1998年停運。

## 人口
根據2020年美國人口普查的數據，南福克的面積為9.09平方千米，當中陸地面積為9.08平方千米，而水域面積為0.01平方千米。當地共有人口212人，而人口密度為每平方千米23.32人。